# Marco Vipsanio Agripa
Marco Vipsanio Agripa (en latín, Marcus Vipsanius Agrippa; c. 63 a. C.-12 a. C.) fue un importante general y político romano. Fue amigo íntimo, colaborador, general y encargado de los asuntos militares de Octavio, el futuro emperador César Augusto. También fue el responsable de muchos de los éxitos militares de Octavio, entre los que destaca la victoria naval de la batalla de Accio contra Marco Antonio y Cleopatra VII de Egipto.
Agripa destacó por su capacidad militar y política, y por las construcciones con que embelleció la ciudad de Roma, así como por el mapa del mundo antiguo que elaboró con los datos obtenidos durante sus viajes.

## Primeros años
Agripa nació entre 64 a. C. y 62 a. C., siendo posible que su fecha de nacimiento estuviese comprendida entre el 23 de octubre y el 23 de noviembre del calendario entonces vigente. Agripa nació en las zonas rurales en las afueras de Roma, en el seno de una rica familia del rango ecuestre. Su padre pudo haberse llamado Lucio Vipsanio Agripa, y tuvo un hermano mayor cuyo nombre fue también Lucio Vipsanio Agripa y una hermana llamada Vipsania Pola. La familia, hasta el momento, no había sido prominente en la vida pública romana. Agripa tenía aproximadamente la misma edad que Octaviano, el futuro emperador Augusto, los dos fueron educados juntos y llegaron a ser buenos amigos. Sin embargo, el hermano mayor de Agripa tomó parte en la segunda guerra civil apoyando al bando contrario a Julio César, luchando junto a Marco Porcio Catón en África. Cuando las fuerzas republicanas fueron derrotadas, el hermano de Agripa fue hecho prisionero, aunque pudo ser liberado después de que Octaviano intercediera por él.
Se desconoce si Agripa llegó a luchar contra su hermano en África, aunque probablemente sirvió en la guerra civil en el bando de César entre los años 46 y 45 a. C., guerra que culminó en la batalla de Munda. César le tuvo en suficiente estima como para enviarle junto con Octavio en 45 a. C. a estudiar en Apolonia junto con las legiones de Macedonia mientras que César se dedicaba a consolidar su poder en Roma. César también envió al hijo de uno de sus amigos, Cayo Mecenas, a estudiar con ellos. Los tres jóvenes forjaron una fuerte amistad en el tiempo en que estuvieron alejados de Roma y bajo las órdenes de César. Agripa pronto logró el apoyo de las legiones macedonias, gracias a su increíble habilidad de liderazgo. También aprendió arquitectura, área de conocimiento que aplicaría más adelante en su vida.
Al cuarto mes de su estancia en Apolonia llegaron noticias del asesinato de Julio César en marzo de 44 a. C. A pesar del consejo de Agripa y de otro amigo, Quinto Salvideno Rufo, para que el futuro emperador Augusto marchase hacia Roma junto con las tropas estacionadas en Macedonia, Octavio decidió viajar con solo una pequeña guardia personal. Tras su llegada fue informado que César le había nombrado heredero legal. A partir de ese momento, Octavio tomó el nombre de César, pasando a llamarse oficialmente Cayo Julio César Octaviano, motivo por el cual muchos historiadores hacen referencia a él como "Octaviano" en este periodo.

## Ascenso al poder
Tras el retorno de Octaviano a Roma, tanto él como sus partidarios se dieron cuenta de que necesitaban el apoyo de las legiones y Agripa ayudó a Octaviano a reclutar tropas en Campania. Una vez que Octaviano tuvo el control sobre varias legiones, llegó a un pacto con Marco Antonio y Marco Emilio Lépido, que quedaría establecido legalmente en 43 a. C. como el llamado Segundo Triunvirato. Octaviano y su colega consular Quinto Pedio dirigieron la acusación contra los asesinos de César en su ausencia, y Agripa fue encargado del caso contra Cayo Casio Longino. Puede que fuese también en ese mismo año cuando Agripa comenzara su carrera política, ocupando el cargo de Tribuno de la Plebe, que le garantizaba la entrada en el Senado romano.

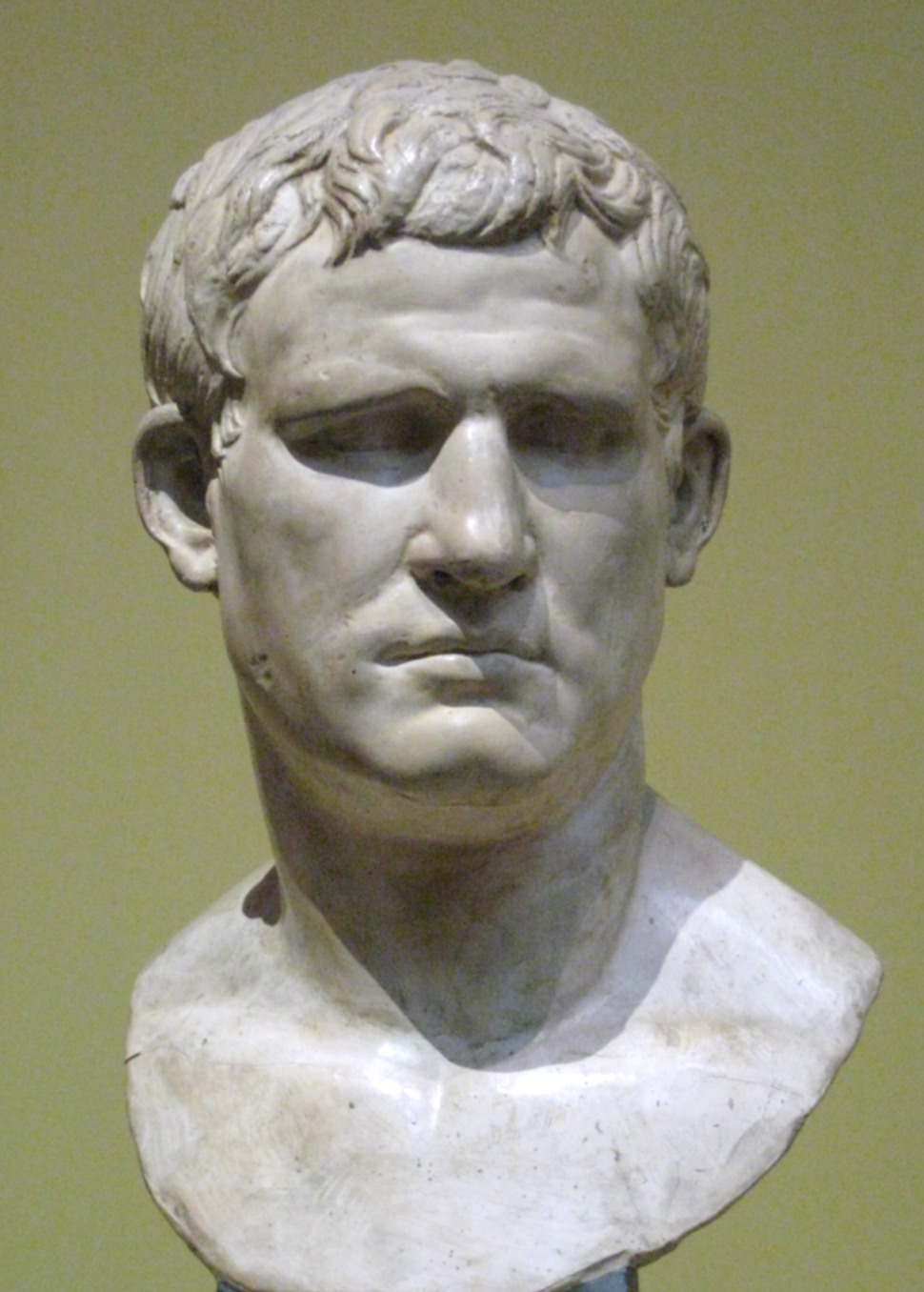
Busto de Agripa, Museo Pushkin.

En 42 a. C., Agripa probablemente luchó junto con Octaviano y Antonio en la batalla de Filipos. Tras su vuelta a Roma, Octaviano envió a Agripa en el año 41 a. C. para que se encargase del mando de la guerra contra Lucio Antonio y Fulvia Antonia, hermano y esposa, respectivamente, de Marco Antonio. La guerra terminó con la captura de Perugia en 40 a. C. Sin embargo, durante esta época el principal general de Octaviano seguía siendo Quinto Salvideno Rufo. Tras esta guerra, Octaviano partió hacia la Galia, dejando a Agripa como pretor urbano en Roma con instrucciones de defender la península itálica contra Sexto Pompeyo, un oponente del triunvirato que en ese momento ocupaba Sicilia. En julio del año 40, mientras Agripa estaba ocupado con la celebración de los Ludi Apollinares, una de las responsabilidades del cargo de pretor, Sexto comenzó a saquear el sur de Italia. Agripa avanzó a su encuentro y le obligó a retirarse. Sin embargo, el Triunvirato demostró ser inestable, y en agosto del año 40 tanto Sexto Pompeyo como Marco Antonio invadieron Italia, aunque sin aliarse. Agripa tuvo éxito en la toma de Siponto, lo cual ayudó a poner fin al conflicto. Agripa fue uno de los intermediarios entre Antonio y Octaviano para acordar una nueva paz. Por otro lado, durante las discusiones, Octaviano supo de la intención de Salvideno de traicionarle, lo que llevó a su persecución, que se saldó con su muerte, aunque no está claro si por ejecución o suicidio. Agripa se convirtió entonces en el principal general de Octaviano.

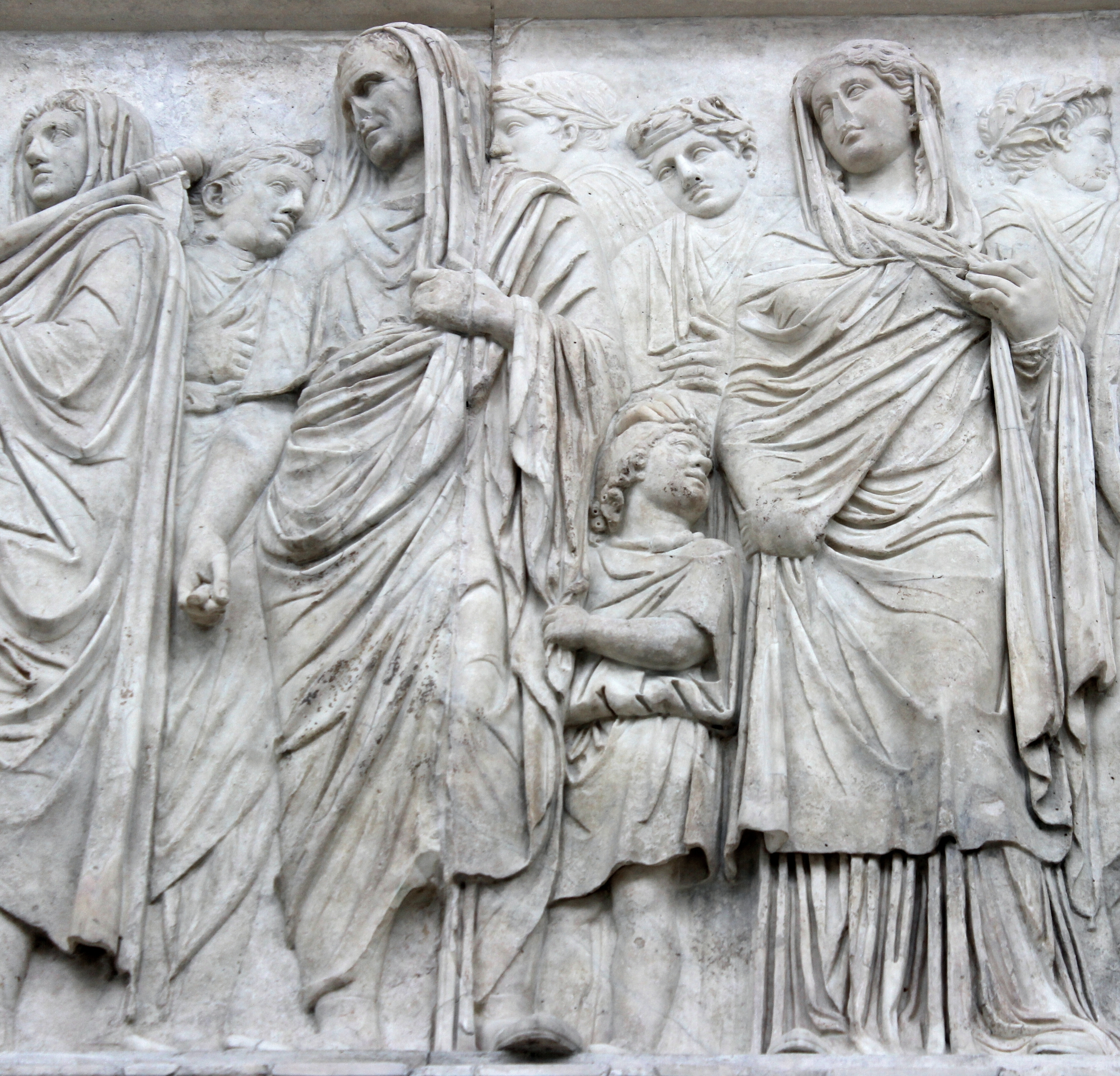
Imagen de Agripa en un relieve del Ara Pacis, o "Altar de la Paz", en Roma.

En 39 o 38 a. C., Octaviano nombró a Agripa gobernador de la Galia Transalpina, donde sofocó una rebelión de los aquitanos en 38 a. C. También luchó contra las tribus germánicas, convirtiéndose en el segundo general de la historia en cruzar el Rin, después de Julio César. Fue llamado de vuelta a Roma por Octaviano para asumir su primer consulado en 37 a. C. En aquel momento Agripa estaba muy por debajo de la edad usual mínima para el consulado, unos 43 años, pero Octaviano acababa de sufrir una humillante derrota naval contra la flota de Sexto Pompeyo y necesitaba que su amigo se encargase de los preparativos para el contraataque. Agripa rechazó la oferta de celebrar un triunfo romano por sus conquistas en la Galia, y Dión Casio indica que pudo tener que ver con su decisión el que hubiese resultado impropio un triunfo en un momento tan complicado para Octaviano. Para entonces, Sexto Pompeyo había logrado el control sobre el mar que rodea las costas de Italia, por lo que la guerra ya era algo inminente. La primera preocupación de Agripa fue lograr un puerto seguro para sus naves, lo que logró mediante la eliminación de la separación del lago Lucrino del mar. Con ello logró crear un puerto exterior, si bien también consiguió crear uno interno mediante la fusión del lago Averno con el Lucrino. El nuevo complejo portuario fue denominado Portus Julius en honor a Octaviano. Agripa también fue el responsable de una serie de mejoras tecnológicas, como la utilización de naves de mayor tamaño o la invención de nuevos ganchos de abordaje mejorados. En esta época, Agripa contrajo matrimonio con Cecilia Ática, hija del amigo de Cicerón, Tito Pomponio Ático.
En el año 36 a. C., Octaviano y Agripa zarparon para hacer frente a Sexto Pompeyo. Sin embargo, la flota sufrió graves daños producidos por las tormentas y se vio obligada a retirarse. Agripa se quedó al mando para realizar un nuevo intento y, gracias a su superior tecnología y a un fuerte adiestramiento de las tropas bajo su mando, logró derrotar a Sexto Pompeyo en las batallas de Mylae y Nauloco. Solo sobrevivieron 16 naves de Pompeyo, y la mayor parte de su flota se vio obligada a rendirse. Octaviano, con su poder acrecentado, pudo obligar al triunviro Lépido a retirarse de la escena política, manteniendo solamente el puesto de pontifex maximus, para luego entrar en Roma en triunfo. Agripa recibió como condecoración una corona naval por sus servicios en Sicilia y Dión Casio remarca que se trataba de una condecoración sin precedentes, que no había recibido ningún otro hombre antes en la historia y que nunca volvería a concederse.

## Vida al servicio público

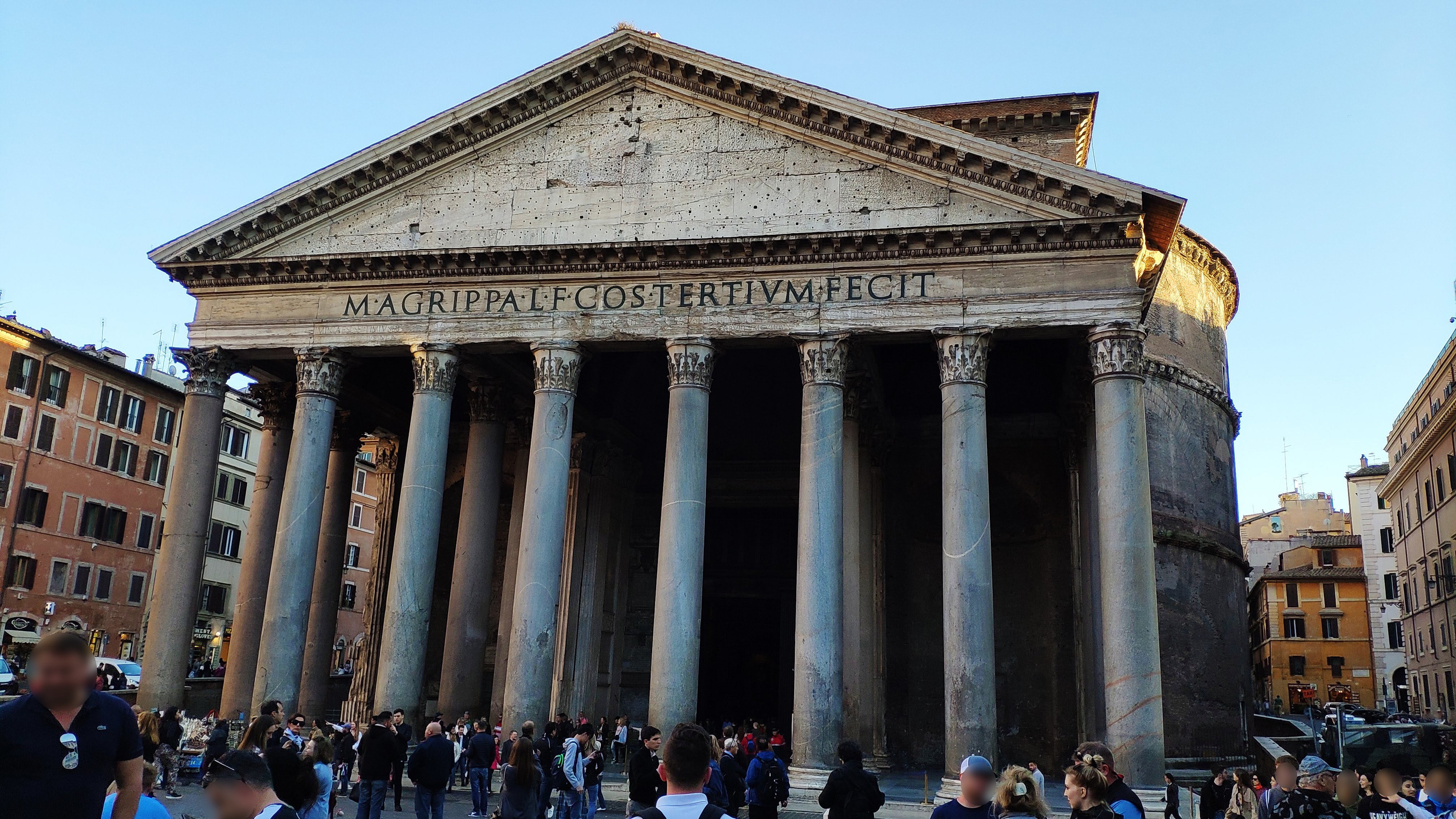
El Panteón de Roma fue reconstruido por el emperador Adriano siguiendo el diseño de Agripa. Muestra la leyenda M·AGRIPPA·L·F·COS·TERTIVM·FECIT, que significa Marco Agripa, hijo de Lucio, construido durante su tercer consulado

Agripa participó en actividades militares menores en los años 35 y 34 a. C., pero volvió a Roma en el otoño de ese último año. Llevó a cabo una importante campaña de reparaciones y mejoras públicas en la ciudad de Roma, entre las que se incluye la renovación del acueducto conocido como Aqua Marcia y la ampliación de sus canalizaciones para que cubriese una mayor parte de la ciudad. En 33 a. C. Agripa fue elegido edil, y utilizó sus conocimientos de arquitectura para realizar su labor. Como edil, magistrado responsable de las construcciones y los festivales de Roma, reparó las calles e incrementó y limpió la Cloaca Máxima, plantando jardines y construyendo pórticos y termas, como las denominadas Termas de Agripa. Celebró unos impresionantes espectáculos públicos. También estimuló la exhibición pública de obras de arte. Es importante resaltar que era inusual que un excónsul ocupara la inferior magistratura de edil, pero el éxito de Agripa en el cargo rompió con la tradición. Como emperador, Augusto más adelante presumiría de "haberse encontrado una ciudad de ladrillo y dejado una de mármol" gracias en parte a los grandes servicios que le proporcionó Agripa bajo su gobierno.
Ático, el suegro de Agripa, se suicidó en el año 32 a. C., aquejado de una grave enfermedad y según Cornelio Nepote, amigo y biógrafo de Ático, esta decisión provocó gran pesar a Agripa.
Más tarde, en conmemoración de la batalla de Actium, Agripa construyó el edificio que sería el Panteón de Roma hasta su destrucción en el año 80. El emperador Adriano construiría su propio Panteón a partir de los diseños de Agripa, y este último ha sobrevivido al paso del tiempo. La inscripción del segundo edificio, sin embargo, preserva el texto de la inscripción del primero. Los años posteriores a su tercer consulado, Agripa permaneció en la Galia, reformando la administración provincial y el sistema tributario y llevando a cabo la construcción de un importante sistema de carreteras y acueductos.

## La guerra contra Marco Antonio y Cleopatra

La batalla de Actium enfrentó a las flotas de Marco Antonio y Cleopatra con la de Augusto, cuya ala izquierda fue dirigida por Agripa.

Agripa fue llamado de nuevo a tomar el mando de la flota cuando estalló la guerra contra Marco Antonio y Cleopatra. Capturó la ciudad estratégica de Modona, en Mesenia, situada al sudoeste del Peloponeso. Desde ahí navegó hacia el norte, asediando la costa griega y capturando Córcira (la actual Corfú). Octaviano llevó ahí a su ejército, ocupando la ciudad como base naval. Antonio hizo retirarse a sus tropas hasta Actium, a donde Octaviano se dirigió para hacerle frente. Mientras tanto, Agripa derrotaba a Quinto Nasidio, uno de los comandantes de Antonio, en una batalla naval en Patras. Dión Casio relata que Agripa se dirigió a unirse con Octaviano cerca de Actium, y se encontró a Cayo Sosio, otro de los lugartenientes de Antonio, que estaba dirigiendo un ataque sorpresa contra el escuadrón de Lucio Tario, que militaba en el bando de Octaviano. Su llegada inesperada sirvió para invertir el curso de la batalla en favor de Octaviano.
Se acercaba la batalla decisiva, y según Dión Casio, Octaviano fue informado de que Antonio y Cleopatra planeaban un ataque para romper su bloqueo naval y escapar. En un primer momento pensó en permitir el paso a las naves insignias, diciendo que podría luego alcanzarlas con sus naves más ligeras y argumentando que el resto de naves enemigas se rendirían al ver la cobardía de sus líderes. Agripa objetó que, aunque las naves de Antonio eran más grandes, podrían avanzar a mayor velocidad que las de Octaviano si desplegaban las velas, y que Octaviano tenía en ese momento una gran oportunidad de atacar porque la flota de Antonio había sufrido hacía poco los efectos de las tormentas. Octaviano se dejó aconsejar, y siguió las indicaciones de su amigo.
El 2 de septiembre de 31 a. C. tuvo lugar la batalla de Actium, que finalizó con la victoria de Octaviano, que consiguió con ello el dominio total sobre el Imperio romano, y gracias principalmente a la labor de Agripa. Las naves de Antonio, grandes y lentas, dirigidas por el cónsul Cayo Sosio, fueron derrotadas por las naves más pequeñas y maniobrables de Agripa y su superior armamento. Las naves de Cleopatra, en vez de luchar, huyeron a través de las naves combatientes, seguidas por Antonio. La lucha concluyó con la aniquilación de la flota de Antonio y la huida de Antonio y Cleopatra a Egipto.
Como muestra de agradecimiento, Octaviano le dio la mano de su sobrina, Marcela la Mayor, en 28 a. C. También obtuvo un segundo consulado conjuntamente con Octaviano ese mismo año. En 27 a. C., Agripa consiguió su tercer consulado, de nuevo con Octaviano, año en el que el Senado concedió a Octaviano el título imperial de Augusto.

## Últimos años

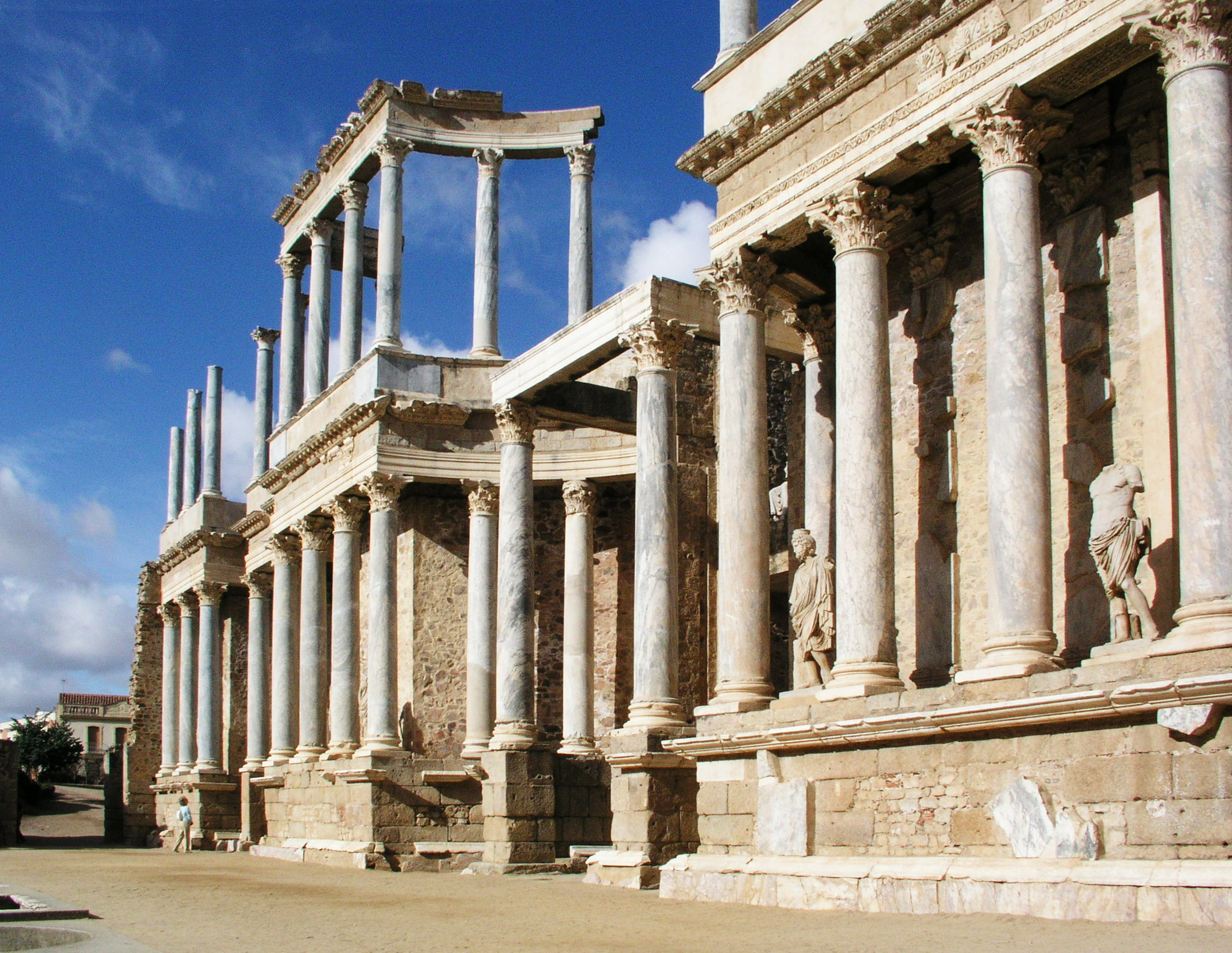
El teatro romano de Mérida, en España. Su promotor fue Agripa y se construyó entre los años 16 y 15 a. C.

Su amistad con Augusto parece que se vio empañada por los celos de Marco Claudio Marcelo, en parte incrementados por las intrigas de Livia, la tercera esposa de Augusto, que temía la influencia de Agripa sobre su marido. Tradicionalmente se ha dicho que el resultado de los celos fue que Agripa dejara Roma, oficialmente para tomar el gobierno de la provincia romana de Siria, en una especie de exilio honorable. Sin embargo, Agripa solo envió a su legado a Siria, mientras que él permaneció en la isla de Lesbos y gobernaba a distancia. Otra teoría es que podría haber sido enviado en una misión secreta para negociar con Partia la devolución de los estandartes romanos que tenían cautivos desde la batalla de Carrhae. A la muerte de Marcelo, que se produjo en el año de su exilio, fue vuelto a llamar a Roma por Augusto, quien no podía prescindir de sus servicios. Sin embargo, situando los acontecimientos en el marco de la crisis política del año 23 a. C. que finalizaría con el Segundo Pacto entre Augusto y el Senado, no parece tan probable que mientras que se enfrentaba a una oposición significativa, el emperador Augusto fuese a situar a un hombre en el exilio al mando del cuerpo más importante de tropas romanas. Parece más probable que el exilio de Agripa fuese un cuidadoso movimiento político para situar a su leal lugarteniente al mando de ese ejército tan importante, con la finalidad de dar cobertura a Augusto si finalmente este necesitaba apoyo militar.
Se dice que Mecenas aconsejó a Augusto vincularse a Agripa todavía más mediante un enlace matrimonial. Agripa se divorció de Marcela para casarse con una de las hijas de Augusto, Julia la Mayor, en 21 a. C. Julia era la viuda de Marcelo, y poseía una gran fama tanto por su belleza, como por su conducta indecente.
En el año 19 a. C. Agripa fue enviado a poner fin a una revuelta de los cántabros en Hispania, las llamadas guerras cántabras. Más tarde volvió a ser nombrado gobernador de Siria en 17 a. C., y logró en esa provincia granjearse el respeto de sus habitantes, particularmente de los judíos, gracias a su buena administración. Agripa también recuperó el control romano sobre Crimea durante su gobierno.
Entre los años 16 a. C. y 15 a. C., fue el encargado de construir el Teatro romano de Augusta Emerita, actual Mérida, por orden de Octavio Augusto.
Su último servicio fue el comienzo de la conquista de la región situada más allá de la frontera natural creada por el río Danubio, que se convertiría en la provincia romana de Panonia en 13 a. C. En el invierno de ese último año cayó enfermo, y poco después de su retorno a Roma en marzo de 12 a. C., falleció. Tenía 51 años. Se dice que cuando Augusto se enteró de la noticia rompió en llanto. Su hijo póstumo, Agripa Póstumo, recibió su nombre en su honor.
Augusto honró su memoria con un funeral majestuoso en el que se encargó de leer el discurso fúnebre, y él mismo pasó un mes entero de luto. Ordenó que lo enterraran en el mausoleo imperial. También se encargó personalmente de la educación de sus hijos, e incluso adoptó a dos de ellos: Cayo César y Lucio César. Se cree que no llegó a adoptar al último de ellos, Agripa Póstumo, con el fin de que su viejo amigo tuviese un hijo que continuase con el nombre de la familia.

## Legado
Agripa también fue conocido por su faceta de escritor, y especialmente en lo que respecta a la geografía. Entre los escritos que realizó existen referencias a una autobiografía que, desgraciadamente, se ha perdido.
Marco Vipsanio Agripa fue, junto con Cayo Mecenas y el propio Octavio Augusto, un personaje central en la creación del sistema imperial del Principado, que gobernaría al Imperio romano hasta la Crisis del siglo III y el nacimiento del Dominado. De entre los descendientes de Augusto, su nieto Cayo sería conocido en la historia como el emperador Calígula, y su bisnieto Lucio Domicio Enobarbo gobernaría como el emperador Nerón.

## Matrimonios y descendencia
Agripa estuvo casado al menos en tres ocasiones. Con su primera esposa, Cecilia Ática, tuvo a Vipsania, esposa de Tiberio y Cayo Asinio Galo. De otras dos hijas, Vipsania (probablemente casada con Quinto Haterio) y Vipsania (probablemente esposa de Publio Quintilio Varo), no se tiene la certeza de si son hijas de su primera esposa o de Marcela la Mayor, su segunda esposa. Tras estos matrimonios, casó con la hija de Augusto, Julia la Mayor, con la que tuvo cinco hijos:
- Cayo César;
- Julia la Menor;
- Lucio César;
- Agripina la Mayor, esposa de Germánico;
- Agripa Póstumo, hijo póstumo.

Los hijos varones de Julia con Agripa fueron luego adoptados por su abuelo Augusto y convertidos en sus herederos.
Cayo y Lucio, herederos del Imperio de Augusto, fueron nombrados principes iuventutis. No obstante, murieron de causas naturales por lo que la herencia del Imperio recayó en Tiberio, que finalmente sucedería a Augusto, en calidad de hijo adoptivo.

## Agripa en el cine y en la televisión

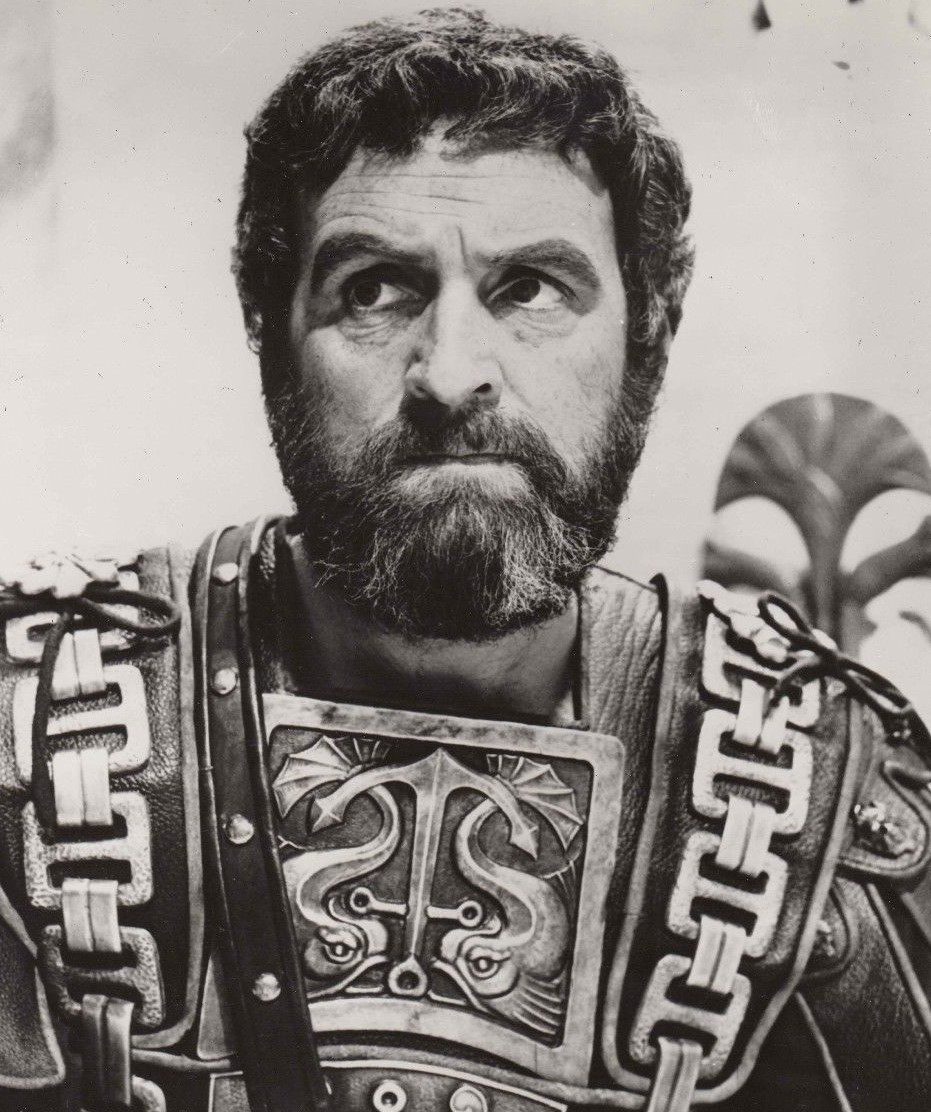
Andrew Keir posando como Agripa para esta foto publicitaria de la película de 1963 Cleopatra.

### Cine
| Año  | Película                                          | Director             | Actor       |
| ---- | ------------------------------------------------- | -------------------- | ----------- |
| 1963 | Cleopatra                                         | Joseph L. Mankiewicz | Andrew Keir |
| 2003 | Imperium: Augustus o Augusto: El primer emperador | Roger Young          | Ken Duken   |

### Series de Televisión
| Año  | Serie       | Director     | Actor       |
| ---- | ----------- | ------------ | ----------- |
| 1976 | Yo, Claudio | Herbert Wise | John Paul   |
| 2007 | Roma        | John Milius  | Allen Leech |
| 2021 | Domina      | David Evans  | Ben Batt    |